# Franc Rodé
Franc Rodé CM (ur. 23 września 1934 w Rodicy) – słoweński duchowny rzymskokatolicki, członek Zgromadzenia Księży Misjonarzy, doktor nauk teologicznych, sekretarz sekretariatu ds. niewierzących w latach 1987–1993, sekretarz Papieskiej Rady ds. Kultury w latach 1993–1997, arcybiskup metropolita lublański w latach 1997–2004, prefekt Kongregacji ds. Instytutów Życia Konsekrowanego i Stowarzyszeń Życia Apostolskiego w latach 2004–2011, kardynał od 2006 (najpierw w stopniu diakona, w 2016 promowany do stopnia prezbitera).

## Życiorys
W 1945 wyjechał wraz z rodziną do Austrii, a następnie do Argentyny. W 1952 w Buenos Aires wstąpił do Zgromadzenia Księży Misjonarzy (lazarystów). Studiował na Papieskim Uniwersytecie Gregoriańskim w Rzymie oraz w Institute Catholique w Paryżu (gdzie obronił doktorat z teologii). 29 czerwca 1960 otrzymał święcenia kapłańskie. W 1965 na polecenie przełożonych zakonnych powrócił do Jugosławii i prowadził tam działalność duszpasterską. Wykładał na wydziale teologicznym w Lublanie.
Od 1978 pracował w Kurii Rzymskiej. Był konsultorem Sekretariatu ds. Niewierzących, od 1982 podsekretarzem tej instytucji, a po jej połączeniu z Papieską Radą Kultury został sekretarzem nowej dykasterii (także pod nazwą Papieska Rada Kultury, od 1993). W marcu 1997 został mianowany arcybiskupem Lublany; sakry biskupiej udzielił mu 6 kwietnia 1997 w Lublanie ustępujący metropolita Alojzij Šuštar, z towarzyszeniem Franca Perko (arcybiskupa Belgradu) i Aloysiusa Ambrozica (arcybiskupa Toronto). W lutym 2004 powrócił do pracy w Kurii Rzymskiej, obejmując funkcję prefekta Kongregacji Instytutów Życia Konsekrowanego i Stowarzyszeń Życia Apostolskiego (w miejsce kardynała Eduardo Martíneza Somalo).
W lutym 2006 papież Benedykt XVI ogłosił jego nominację kardynalską; na konsystorzu w marcu 2006 arcybiskup Rodé otrzymał tytuł kardynała diakona z kościołem tytularnym św. Franciszka Ksawerego w Rzymie-Garbatelli.
4 stycznia 2011 papież Benedykt XVI przyjął jego rezygnację ze stanowiska prefekta Kongregacji ds. Instytutów Życia Konsekrowanego i Stowarzyszeń Życia Apostolskiego złożoną ze względu na osiągnięcie wieku emerytalnego. Jego następcą został brazylijski duchowny João Bráz de Aviz.
Brał udział w konklawe 2013, które wybrało papieża Franciszka.
23 września 2014 w związku z ukończeniem 80 lat utracił prawo do czynnego udziału w przyszłych konklawe.
20 czerwca 2016 został promowany na kardynała prezbitera, zachował diakonię Santo Francesco Saverio alla Garbatella w charakterze tytułu prezbiterskiego na zasadzie pro hac vice.

## Odznaczenia
- Złoty Order Wolności Republiki Słowenii (2022)[1]